# Bricks upon Dust
Bricks upon Dust in ein Buch des Ungaro-Engländers Paul Tabori mit unmittelbaren Eindrücken des Zweiten Weltkrieges, das bereits im August 1945 bei Hodder & Stoughton in London erschienen ist. Es schildert die Heimkehr eines 37-jährigen verwundeten Soldaten nach Ende der Kampfhandlungen in seine weitgehend zerstörte Heimatstadt. Die Erzählung ist im Fiktiven gehalten; weder die Personen dürften existierenden entsprochen haben, noch wird die Stadt oder auch nur das Heimatland des Protagonisten genannt. Der Handlungsverlauf ist streng chronologisch, die Erzählposition ist auktorial; der Erzähler kennt die ganze Geschichte und weiß, was zu erzählen ist, er selbst kommt aber darin nicht vor. Der Erzähler nimmt auch keine Partei ein oder bewertet irgendwelche Handlungen. Der Leser erhält so den Eindruck, genau das geschildert zu bekommen, was für den Verlauf der Handlung wichtig ist.
Tabori hat in seinem umfangreichen Œuvre viele Literaturgattungen und -genres vom Roman über die Erzählung bis zur Science-Fiction benutzt. Dieses Werk lässt sich nicht klar klassifizieren und wird daher als Non-Genre geführt.

## Handlung
Die Stadt, in die der entlassene Soldat Luke zurückkehrt, wird als entvölkert und menschenfeindlich dargestellt. Nur eine Gruppe von Jugendlichen, die alle von den Schrecken der feindlichen Besatzungszeit gekennzeichnet und traumatisiert sind, versucht unter der Führung der mit Abstand Ältesten, Joanna, ihre Stadt zu kontrollieren. Der Ort wird zudem als sehr abgeschieden und schlecht erreichbar beschrieben, zumal auf dem Fluss wegen eingestürzter Brücken und zerstörter Eisenbahnverbindung die technische Infrastruktur nicht mehr gegeben ist. Luke wird zunächst alles andere als freundlich aufgenommen und soll gar getötet werden, doch erkennt Luke in einem Mitglied der Jugendgang einen seiner ehemaligen Schüler, der sich zu seinem Lehrer bekennt. Luke wird zwar als ein „eigener Mann“ akzeptiert, trotzdem droht das labile Sozialgefüge, das sich unter den Jugendlichen entwickelt hat, gestört zu werden. Die Gruppe will ihn nicht a priori, nur, weil er deutlich älter ist als sie und er darüber hinaus den Beruf des Lehrers innehatte, als neuen Führer anerkennen. Eine Naturkatastrophe, die Vorsorge für den nahenden Winter und der immer stärker werdende Strom von weiteren Heimkehrern lässt diesen anfänglichen Konflikt immer unwichtiger werden.

## Bewertung
Gezeigt wird in diesem Buch, wie einfachste, archaische Strukturen einer autarken Gruppe nach und nach den aktuellen Bedürfnissen entsprechend angepasst und verbessert werden, bis schließlich eine Art Kommunalverwaltung und Kommunalregierung entstanden ist. Unzulänglichkeiten und persönliche Befindlichkeiten werden dabei scharf beleuchtet.
Wie auch in einem anderen Werk des Autors, „Return to the Wineyard“, haben alle Charaktere biblische Namen, so, wie sie in dem Teil Osteuropas, von wo Tabori herstammte und der offensichtlich Ort des Geschehens ist, üblich sind.
Tabori, der selbst auch durch die Verwerfungen während des Zweiten Weltkrieges unmittelbar betroffen war und bei Verfassen von Bricks upon Dust etwa das gleiche Alter wie Luke gehabt haben dürfte, hat sich in mehreren seiner Werke mit diesem Thema auseinandergesetzt. Die unmittelbarste Kritik an den Kriegstreibern kommt in seinem 1949 erschienenen Buch „The Private Life of Adolf Hitler, The Intimate Notes and Diary of Eva Braun“ zum Ausdruck.